# Philodina nemoralis
Philodina nemoralis is een raderdiertjessoort uit de familie Philodinidae. De wetenschappelijke naam van deze soort is voor het eerst geldig gepubliceerd in 1903 door Bryce.